# Agrégation de l'enseignement supérieur français
Ne doit pas être confondu avec l'agrégation de l'enseignement du second degré, dont les titulaires sont parfois appelés « agrégés de l'Université » et peuvent être des agrégés du second degré affectés dans l'enseignement supérieur (PRAG).
Dans le système d'enseignement supérieur public français, les  concours nationaux d'agrégation de l'enseignement supérieur sont des concours organisés pour le recrutement des enseignants-chercheurs relevant du corps des professeurs des universités, dans des domaines non représentés dans l'enseignement secondaire général.
Ces concours sont organisés en fonction des sections d'enseignement et de recherche au Conseil national des universités. Depuis 1986, seules cinq sections (correspondant au groupe des disciplines juridiques et politique, et la section des sciences de gestion) en organisent un, sur la totalité des 52 sections existantes. 
Les concours sont ouverts aux titulaires d'un doctorat ou de l'habilitation à diriger des recherches.

## Histoire

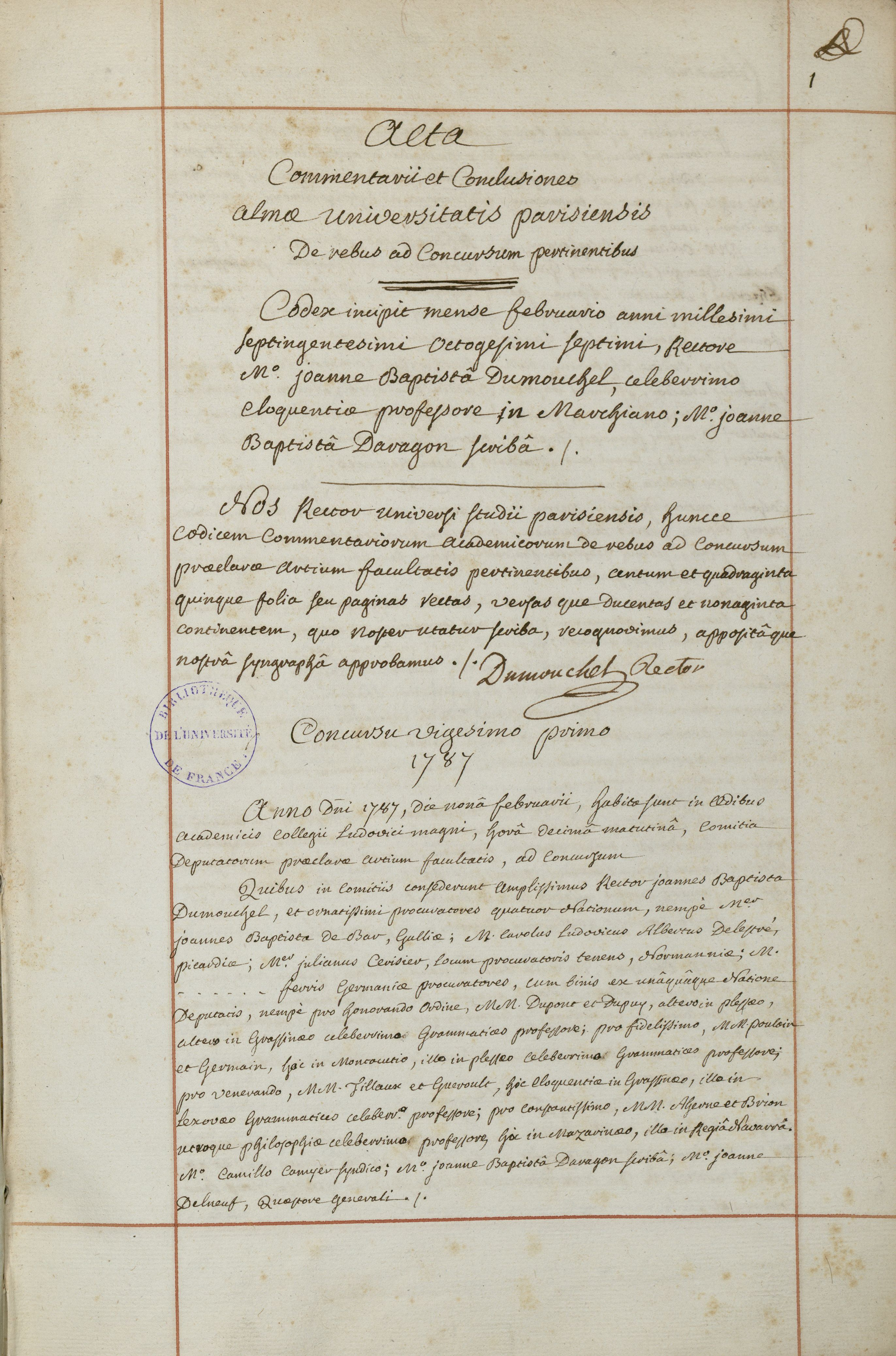
Université de Paris, Concours d'agrégation. Procès-verbaux des séances du jury, 1787-1791 (extrait), Bibliothèque de la Sorbonne, NuBIS, cote MSAU 96.

Le nom de ce concours vient du fait qu'il servait auparavant à recruter des enseignants adjoints aux professeurs titulaires et appelés « agrégés des facultés ». 
C'est en 1840 que des premiers concours nationaux pour le recrutement sur l'ensemble des places d'agrégés nouvellement créées dans les facultés des sciences et des lettres furent organisés mais ils ne furent par la suite pas renouvelés. Pour les facultés de droit c'est à partir de 1855, date à laquelle les suppléants des facultés de droit prennent l'appellation d'agrégés que des concours nationaux sur l'ensemble des places vacantes voient le jour. Auparavant un concours était organisé par chaque faculté.
Dans les facultés de médecine, à la suite de l'institution de places d'agrégés en 1823, des concours furent organisés par chaque faculté (Paris, Montpellier et Strasbourg), mais c'est seulement en 1875 que le concours devient national et est destiné à pourvoir toutes les facultés et écoles ; il a lieu à Paris. En 1887, les épreuves d'admissibilité sont fixées de la manière suivante : les sujets sont tirés au sort et comprennent un exposé oral des titres et travaux et une leçon de ¾ heure avec 3 à 4 heures de préparation. Les épreuves d'admission comprennent une leçon d'une heure (après 24 ou 48 heures de préparation libre) et des épreuves pratiques.
Avant la création du corps des professeurs des universités en 1979, les concours d'agrégation de droit servaient, jusqu'en 1963, au recrutement des agrégés des facultés de droit, puis au recrutement des maîtres de conférences agrégés des facultés de droit, puis, à partir de 1971, au recrutement des maîtres de conférences des sciences juridiques, le « concours d'agrégation » devenant alors le « concours d'accès pour l'accès au corps des maîtres de conférences des disciplines juridiques ». Les professeurs titulaires des facultés de droit étaient quant à eux recrutés par un concours sur titres et travaux. La dénomination de « concours d'agrégation » a été réintroduite lors de la création du corps des professeurs des universités, puis remplacée par « concours national sur épreuve », lors de la réforme du statut des enseignants-chercheurs en 1984, et redevenue « concours d'agrégation de l'enseignement supérieur » en 1987.
On distinguait auparavant les « premiers concours » (dits « externes »), destinés aux titulaires du doctorat ou de l'habilitation à diriger des recherches, et les « deuxièmes concours » (dits « internes »), destinés aux maîtres de conférences âgés d'au moins quarante ans et comptant au moins dix années de service. Le premier type de concours a été créé en 1855. Le second concours est issu de la procédure de recrutement par inscription de maîtres-assistants sur une liste d'aptitude mise en place en 1971, puis remaniée en 1978 et 1979. Supprimée en 1984 au profit de la mise en place de concours par établissement, la notion de second concours d'agrégation apparaît véritablement avec le décret du 28 septembre 1989 et a été supprimée par le décret 2014-997 du 2 septembre 2014.

## Fonctionnement
Le concours d'agrégation de l'enseignement supérieur est ouvert aux candidats titulaires du doctorat ou de l’habilitation à diriger des recherches.
Les épreuves comportent une discussion des travaux des candidats et au plus trois leçons ; l’admissibilité est prononcée après la discussion des travaux et une leçon.
Le jury de chaque concours d’agrégation comprend le président, nommé par le ministre chargé de l’enseignement supérieur parmi les professeurs de la discipline considérée, et six autres membres nommés par le ministre chargé de l’enseignement supérieur sur proposition du président du jury ; quatre de ces membres sont des professeurs de la discipline concernée. Les deux autres membres du jury sont choisis parmi les professeurs d’une autre discipline ou parmi les personnalités françaises ou étrangères du secteur public ou du secteur privé connues pour leurs compétences ou leurs travaux dans des domaines liés à la discipline considérée.
Les candidats déclarés reçus, nommés dans le corps des professeurs des universités, sont affectés à un établissement, dans la mesure où les besoins du service le permettent, compte tenu de leur rang de classement au concours et y sont installés. 

## Liste des agrégations

### Existantes en 2022
Conformément aux dispositions de l'article 49-2 du décret n°84-431 du 6 juin 1984 fixant les dispositions statutaires communes applicables aux enseignants-chercheurs, des concours nationaux d'agrégation peuvent être ouverts dans les disciplines correspondant aux sections 1 à 4 et 6 du Conseil national des universités :
- agrégations de droit : 
  - Section 01 : agrégation de droit privé et sciences criminelles ;
  - Section 02 : agrégation de droit public ;
  - Section 03 : agrégation d'histoire du droit ;
  - Section 04 : agrégation de science politique
- agrégations de sciences économiques et de gestion  :
  - Section 06 : agrégation de sciences de gestion (d) (à ne pas confondre avec l'agrégation de l'enseignement du second degré qu'est l'agrégation d'économie et de gestion)

### Ayant existé
- agrégation de sciences économiques, dont le dernier concours aura été organisé en 2021, mais non mené à terme du fait que seules trois candidatures avaient été déposées[5] (supprimée par le décret n°2022-227 du 23 février 2022)[6]
- agrégation de médecine (disparue)
- agrégation de pharmacie (supprimée en 1968, réapparue de 1995 à 1997)
- agrégations de médecine vétérinaire (par discipline, disparues)
- agrégations n'ayant existé qu'en 1840, 1844 et 1848, à ne pas confondre avec les agrégations de l'enseignement du second degré relatives aux mêmes champs disciplinaires[7]
  - agrégation de littérature ancienne et moderne[7]
  - agrégation d'histoire et géographie[7]
  - agrégation de philosophie[7]
  - agrégation de mathématiques[7]
  - agrégation de physique[7]
  - agrégation de sciences naturelles[7]

## Débat quant à son maintien

### Contestation du principe de l'agrégation de l'enseignement supérieur
L'agrégation de l'enseignement supérieur fait l’objet de critiques de la part d’une partie du corps des enseignants-chercheurs.

#### Argument 1: partialité
Un premier grief adressé à cette procédure de recrutement est sa partialité. Les épreuves n'étant pas anonymes, nombre de candidats connaissent, directement ou indirectement, les membres du jury. De fait, les résultats des concours démontrent un lien statistique récurrent entre l'origine des reçus et les facultés représentées au jury. L'Association française d'économie politique (AFEP) a ainsi dénoncé en 2010 « les modalités d’organisation dont il fait l’objet en économie, et qui en font un simulacre de concours où règnent certains réseaux et le "copinage" ».

#### Argument 2: manque de valorisation de la recherche
Un second grief formulé contre l'agrégation du supérieur est celui de l'absence de valorisation de la recherche. Le concours permettrait à un jeune maître de conférences de devenir professeur en justifiant d'un travail de publication scientifique qui peut s’étaler sur moins de 15 ans, alors qu’une telle durée est demandée dans les autres disciplines. Ce phénomène aurait pour effet de décourager les maîtres de conférences non sélectionnés de poursuivre une activité de recherche, faute de perspective de progression hiérarchique et engendrerait une déperdition scientifique.

#### Un mouvement de contestation
Au soutien de cette position, un site et une pétition ont été mis en ligne de manière anonyme. La pétition, soutenue par le syndicat FERC Sup CGT, a recueilli plus de 700 signatures.

La soumission des sections 1 à 6 au régime de droit commun a depuis été recommandée dans le rapport issu des assises de l'enseignement supérieur et de la recherche remis à François Hollande, Président de la République, le 17 décembre 2012 par Vincent Berger dont la proposition no 122 est de « créer une voie de recrutement identique à celle existant pour les autres sections, ouverte sans condition d’ancienneté, pour les sections 1 à 6 du CNU » : 

« Il nous paraît nécessaire d’éviter les statuts ou procédures dérogatoires qui nuisent à l’unité de l’université. La normalisation des dispositions relatives au recrutement d’enseignants-chercheurs dans les disciplines du droit, de l’économie ou de la gestion (les sections 1 à 6 du CNU) nous paraît souhaitable... En ce qui concerne les sections 1 à 6 du CNU, le système dérogatoire au droit commun que constitue l’agrégation du supérieur – qualifié de pittoresque et archaïque par un président d’université – pénalise certains établissements, qui ne peuvent pas construire de stratégie de recherche puisqu’ils ne choisissent pas les enseignants chercheurs qui leur sont affectés. Par ailleurs, ce système bloque la carrière de nombreux maîtres de conférence, quand bien même les établissements souhaiteraient pouvoir ouvrir des postes au concours. Il ne permet pas non plus l’ouverture vers des recrutements européens ou internationaux. »

Ce mouvement a été vu par certains comme ayant entraîné la suppression du second concours d’agrégation par un décret du 2 septembre 2014. Mais des professeurs d’université en droit y voient plutôt la « sanctuarisation » de l'existence d'un concours d'agrégation externe pour le recrutement des professeurs en droit,,.

### Défense du principe de l'agrégation de l'enseignement supérieur
Selon ceux prônant le maintien de l’agrégation du supérieur, les arguments avancés par les opposants à l’agrégation de l’enseignement supérieur se retournent en réalité en faveur de celle-ci. L’idée principale est que l’agrégation n’est pas forcément un système parfait, mais que le système alternatif proposé est largement pire.

#### Argument 1: Impartialité
Le cœur du débat réside dans l’idée d’impartialité, inhérent à tout recrutement national. C’est l’argument principal en faveur du maintien de l’agrégation de l’enseignement supérieur : il serait impartial. En effet, ses promoteurs avancent le fait que tout chercheur souhaitant accéder à ce poste national doit passer devant le même jury pour un concours. Ce jury change en totalité à chaque concours afin que toutes les sensibilités intellectuelles soient représentées. Il y a plusieurs épreuves, chacune notée, et c’est la moyenne qui détermine le classement de manière mécanique.
Ce système serait évidemment loin d’être aussi partial que celui proposé où des personnes installées localement dans des universités choisiraient avec beaucoup plus de liberté ceux qui veulent promus à ce poste convoité. Un tel système favoriserait le clientélisme et le localisme, avec peu de regard de l’extérieur, au détriment de l’objectivité scientifique.
Michel Grimaldi, professeur des universités en droit, écrit ainsi, dans une tribune intitulée « Pour que vive le concours d’agrégation en droit ! », publiée au Recueil Dalloz du 23 janvier 2014 : 

« Ce concours doit impérativement être conservé comme principal mode de recrutement, car il présente des garanties d'objectivité inégalables. Le jury étant composé de sept membres qui, pour certains, ne se sont jamais rencontrés auparavant, qui représentent les diverses disciplines juridiques, qui ne sont pas tous universitaires (en droit privé, l'usage est qu'y siège un magistrat de la Cour de cassation) et qui, surtout, auront écouté ensemble et quatre fois, puisque tel est le nombre d'épreuves, les candidats agrégés, il n'y a lieu de craindre ni le népotisme, ni le clientélisme, ni le localisme, ni les influences dont peuvent souffrir d'autres modes de recrutement. Certes, la chance dans le tirage du sujet et la subjectivité inhérente à toute appréciation humaine ont leur part dans les résultats. Mais l'honnêteté y est, en tout cas, le mieux assurée. Les soupçons parfois exprimés, d'un « règlement de comptes » entre telles écoles ou telles personnes, relèvent ou de l'aveuglement individuel du candidat déçu, ou du fantasme collectif. »

Patrick Wachsmann, président du jury d’agrégation de droit public 2013-2014, écrit ainsi : 

« Les conditions de désignation des membres du jury (nomination du président par le ministre parmi les professeurs en fin de carrière ayant précédemment siégé, entière latitude, sous la seule et heureuse réserve du respect du principe de parité,  laissée au président désigné de choisir les six autres membres) assurent en effet sa parfaite indépendance en même temps que son renouvellement, tandis que son caractère restreint permet un fonctionnement efficace en assurant, à l'inverse d'un CNU victime d'une composition pléthorique, un minimum d'homogénéité des appréciations. Les résultats du concours attestent la diversité des profils des candidats reçus et l’absence de jeu d’ « écoles » en ce qui concerne le droit public. La diversité de la composition des jurys, pour un concours et a fortiori d’un concours à l’autre, achève de garantir l’impartialité de ce mode de recrutement. »

#### Argument 2: Valorisation de la recherche: concurrence du secteur privé
Ceux qui promeuvent l’agrégation du supérieur avancent aussi l’idée que la recherche est préservée grâce à ce système. En effet, contrairement à certaines autres disciplines, la recherche en droit, économie et gestion subit une concurrence rude du secteur privé, où les salaires peuvent être très élevés. Donner l’occasion à de jeunes chercheurs d’accéder tôt au grade de professeur permettrait d’endiguer en partie cette fuite vers le secteur privé, au bénéfice de la recherche universitaire, puisque la fonction d’un concours est de sélectionner les meilleurs chercheurs.

Patrick Wachsmann écrit : 

« Par ailleurs, l’agrégation permet aux jeunes attirés par la recherche et l’enseignement du droit de devenir professeur sans avoir à attendre trop longtemps pour cela – concrètement dès la trentaine – ce qui permet de retenir dans la carrière universitaire des éléments brillants qui, à défaut de cette perspective, auraient opté pour des professions plus immédiatement gratifiantes, y compris en termes symboliques, refusant les aléas d’une trop longue période d’incertitude avant d’espérer pouvoir accéder au grade de professeur. Cet argument doit particulièrement retenir l’attention dans le domaine du droit, où la concurrence de milieux professionnels, en quête de jeunes talents et non démunis d’arguments pour les attirer, est vive. »

#### Argument 3: Singularité française et universitaire
La relative exception que constituerait l’agrégation du supérieur serait en outre un héritage précieux à conserver, puisqu’il aurait permis le maintien de la recherche en France à un haut niveau.
D'ailleurs, il serait étrange de considérer la France seule lorsque tous les pays de l’Afrique francophone – au moins – suivent son exemple avec l'agrégation du Conseil africain et malgache pour l'enseignement supérieur (CAMES), et sans avoir fait de recherche sur les autres continents encore (Amérique du Sud, Asie...).[réf. nécessaire]
Olivier Beaud fait d’ailleurs remarquer que des professeurs dans des disciplines qui ne connaissent pas l’agrégation du supérieur sont intéressés à la transposition dans leur domaine du système de l’agrégation.

#### Argument 4: Valorisation de la recherche: élargissement du savoir
Le temps consacré à préparer le concours serait très précieux pour l’excellence de la recherche française puisqu’il permettrait de généraliser le savoir des jeunes chercheurs. En effet, puisque tous les étudiants doivent passer devant le même jury, composé de professeurs de différentes spécialités, il leur est demandé d’avoir une très grande et très bonne culture générale dans leur discipline. L’acquisition de ce savoir de manière intense ne serait donc pas du temps perdu.
Au contraire, sans ce concours national, les chercheurs n’auraient aucun besoin d’acquérir cette culture générale et s’enfermeraient dans leur spécialité : « La pluralité des épreuves permet le recrutement de professeurs de droit public, au sens plein du terme, c’est-à-dire évite l’enfermement des futurs professeurs dans le seul domaine ou même dans la seule matière sur laquelle a porté leur thèse. »

Olivier Beaud et Rémy Libchaber, Professeur des universités en droit, ont ainsi écrit : 

« L'agrégation est la seule contrainte institutionnelle permettant de fournir une formation généraliste approfondie, qui garantisse la maîtrise de plusieurs disciplines et favorise une certaine conception de la généralité du droit. Contrainte positive, qui débouche sur des enseignants polyvalents, capables d'enseigner plusieurs disciplines et d'avoir la mobilité intellectuelle que l'époque rend nécessaire. »

#### Argument 5: Valorisation de l’enseignement
Olivier Beaud, Professeur des universités en droit, a expliqué que l’agrégation est un mode de recrutement d’enseignants, puisque trois des quatre épreuves consistent en des « leçons » à donner, qui sont aussi des chercheurs de qualité (cela est vérifié à la première épreuve). Alors que dans les autres sections du CNU, une recherche de qualité est attendue ainsi que des compétences pédagogiques. 

« Qu’on le veuille ou non, l’agrégation permet de recruter des professeurs qui savent faire des cours. (…) Cela me parait, pour la question de l’enseignement, décisif. »

#### Argument 6: Accès national aux meilleurs professeurs
Olivier Beaud a de même expliqué que le système de recrutement national permettrait à des jeunes étudiants de n’importe quelle université française, même de petite taille, d’avoir accès aux enseignements dispensés par de jeunes agrégés ; grâce à ce système, il aurait ainsi lui-même eu accès à d’excellents professeurs à la Faculté de droit de Dijon, où il a étudié.

#### Argument 7: Ouverture et bon fonctionnement de l’Université
Patrick Wachsman voit dans le système de l’agrégation du supérieur une « absence de « fléchage » des postes ouverts au concours : la polyvalence et la disponibilité des nouveaux agrégés doivent permettre de répondre aux attentes et besoins légitimes exprimés par telle ou telle université. Mais plus largement, le renouvellement de la recherche et de l’enseignement du droit passe précisément par l’arrivée de nouveaux enseignants dans des universités sans cela spontanément portées à la sclérose du recrutement en vase clos »

#### Argument 8: Faiblesse du mouvement de contestation
Les promoteurs de l’agrégation disent enfin que les critiques à l’égard du concours viennent presque pour la totalité de maîtres de conférence ou doctorants et non de personnes ayant réussi le concours. D'ailleurs, les initiatives en faveur de la suppression semblent recevoir peu de soutien. La pétition d'origine anonyme censée démontrer l'inverse n'a reçu que 700 signatures (dont la réelle identité et le réel métier des auteurs n'est pas vérifiable) sur plus de deux ans sur un public concerné d'au grand minimum 25 000 personnes (ensemble des enseignants-chercheurs et doctorants des six sections du CNU).
L'agrégation de l'enseignement supérieur compte ainsi de nombreux partisans, notamment auprès des enseignants-chercheurs renommés. Parmi les professeurs de droit, une liste non exhaustive peut être la suivante : Frédéric Sudre, Bernard Beignier, Claude Blumann, Philippe Brau, Pierre Bréchon, Jean-Marie Carbasse, Jean Combacau, Gérard Couturier, Sophie Demare-Lafont, Daniel Gaxie, Yves Lequette, Denys Simon, Patrick Wachsmann, Grégoire Bigot, Emmanuel de Crouy-Chanel, Mattias Guyomar, Wanda Mastor, Hélène Ruiz Fabri, Didier Truchet, Hervé Ascensio, Pascale Deumier, Rostane Mehdi, Rémi Pellet, Marie-Claire Ponthoreau, Michel Grimaldi, Olivier Beaud,, Rémy Libchaber, Muriel Fabre-Magnan… Parmi les professeurs de sciences économiques ou de sciences de gestion, une liste non exhaustive peut être la suivante : Michel Mougeot, Antoine d’Autume, Henri Bouquin, Catherine Casamatta, Laurent Denant-Boemont, Patrice Fontaine, Jean-Luc Gaffard, Didier Laussel, Monique Zollinger…

### Défense de l’idée de réforme de l'agrégation de l’enseignement supérieur
Entre autres, le groupe de réflexion sur les modalités de recrutement des professeurs des universités dans les disciplines juridiques et politiques, dans un rapport rendu en septembre 2011, le jury d’agrégation de droit public 2011-2012, dans un rapport détaillé daté du 4 juillet 2012 et rédigé par Didier Truchet,celui de droit public 2013-2014, présidé par Patrick Wachsmann, dans un rapport daté du 9 septembre 2014 ainsi que Michel Grimaldi, président de l’agrégation de droit privé 2012-2013, défendent vivement la nécessité du maintien de l’agrégation de l’enseignement supérieur. Cependant, ils prônent tous une adaptation, avec notamment la disparition dans leur discipline de la troisième épreuve qui dure 24 heures, au moins dans sa forme actuelle. Didier Truchet a renouvelé sa position récemment. Muriel Fabre-Magnan a aussi pris parti pour une telle réforme. Ce serait d’ailleurs sur cette épreuve de 24 heures que porterait en réalité l’essentiel des critiques que l’on fait à l’agrégation en général, notamment le coût et notamment du fait que cette épreuve se déroule en équipe. Selon certains, il ne s'agirait donc pas de supprimer mais de réformer l'agrégation du supérieur,. 
Cette épreuve de 24 heures trouve cependant elle aussi des partisans, comme Pierre-Yves Gautier, professeur des universités.
De même, Michel Mougeot, président du jury d'agrégation de sciences économiques en 2009-2010, s'est prononcé dans le rapport rendu au nom du jury pour le maintien de l'agrégation dans cette section mais pour sa réforme. Le groupe de réflexion sur les modalités de recrutement des professeurs des universités en sciences économiques et sciences de gestion, présidé par la même personne, s’est prononcé dans le même sens dans un rapport rendu en juin 2011.